# Мобил
 Тази статия е за града в Съединените щати.  За реката вижте Мобил (река).  За окръга вижте Мобил (окръг).
Мобил (на английски: Mobile) е град в Алабама, Съединени американски щати, административен център на окръг Мобил. Разположен е на брега на Мексиканския залив. Основан е през 1702 г. като столица на френската колония Луизиана и изпълнява тази функция до 1720 г. Мобил е третият по големина град в Алабама след Бирмингам и Монтгомъри и има население 195 111 души (2010).
Разположен е на 3 метра надморска височина в Южната крайбрежна равнина, при вливането на река Мобил в Мексиканския залив.

## Личности
- Ханк Аарон (р. 1934), бейзболист
- Грегъри Бенфорд (р. 1941), писател
- Клифтън Уилямс (1932 – 1967), астронавт
- Катрин Хайър (р. 1959), астронавт